# واشنطن فرناندو أرواخو
واشنطن فرناندو أرواخو (بالإسبانية: Washington Fernando Araújo)‏ (23 فبراير 1972 بمونتفيدو في الأوروغواي - ) هو مدرب كرة قدم ولاعب كرة قدم أوروغواني في مركز الدفاع. لعب مع رامبلا جونيورز والتانك سيلي وLa Luz F.C. ‏ وألميرانتيه براون دي أريسيفيس.

## وصلات خارجية
- واشنطن فرناندو أرواخو على موقع قاعدة بيانات كرة القدم.إي يو (الإنجليزية)